# Enrique Granados
Enrique Granados Campiña (27. července 1867, Lleida – 24. března 1916, volné moře) byl španělský hudební skladatel a jeden z největších klavíristů přelomu 19. a 20. století. Tvořil především klavírní skladby. Jeho styl bývá označován za specificky španělský a Granados tak bývá považován za představitele „hudebního nacionalismu“. K jeho nejslavnějším skladbám patří klavírní suita Goyescas, kterou složil inspirován obrazy Francisca Goyi (později ji rozvinul ve stejnojmennou operu), 12 danzas españolas či opera María del Carmen.
Zemřel za tragických okolností během první světové války, když německé torpédo zasáhlo loď Sussex, na níž se plavil i s rodinou z Británie do Francie. Granados skočil do moře a utopil se. Sussex se rozlomila a jedna část lodi se potopila. Paradoxně se podařilo zachránit tu část lodi, kde měl svou kabinu i Granados.